# Кокни
Ко́кни (англ. Cockney [ˈkɒk.ni]) — один из самых известных типов лондонского просторечия, назван по пренебрежительно-насмешливому прозвищу уроженцев Лондона из средних и низших слоёв населения.
В соответствии с поверьем, истинный кокни — это житель Лондона, родившийся в пределах слышимости звона колоколов церкви Сент-Мэри-ле-Боу (звон их слышен на расстоянии не больше пяти миль от церкви). Для кокни характерно особое произношение, отличное от британского нормативного произношения, а также рифмованный сленг. Некоторые англоязычные актёры для комического эффекта используют в своей речи фальшивый акцент, похожий на кокни, который довольно часто называют «мо́кни» (от англ. to mock «насмехаться»).

## Типичные особенности произношения
Типичные особенности произношения:
1. Пропуск звука [h][2][3]:322. Например, «not ’alf» вместо «not half».
2. Использование «ain’t» вместо «isn’t» или «am not».
3. Произношение звука [θ] как [f] (например, «faas’nd» вместо «thousand») и [ð] как [v] (например, «bover» вместо «bother»).
4. Использование гортанной смычки [ʔ] вместо [t] между гласными или сонантами (если второй из них не ударный): bottle = [bɒʔl̥].
5. Использование вместо [ɹ] губно-зубного [ʋ], на слух напоминающего [w] («Weally» вместо «really»).
6. Окончание -er произносится как [ə] или [ɐ] (в стандартном британском произношение окончания как [ə(ɹ)], в американском — [ɚ]).
7. L-вокализация[англ.] (произношение «тёмного» l как гласного): Millwall как [mɪowɔː] «миоўо̄».
8. Пропуск звука [t] на конце слова, пример: [ʃui] вместо [ʃaɪt]. Обычно пропускаются альвеолярные взрывные согласные [d] и [t]: dad’s gonna произносится как [ˈdæzɡən.ə] (вместо [ˈdædz ˈɡən.ə]), turn left как [ˈtɜːn ˈlef] (вместо [ˈtɜːn ˈleft])[3]:327.
9. Возможное использование дифтонга [əɪ] вместо монофтонга [i] в конце слов. Пример: busy = [bɪzəɪ].[4]

Превращения дифтонгов:
- /iː/ → [əi~ɐi][3]:306[5]:78: [bəiʔ] «beet»;
- /eɪ/ → [æɪ~aɪ][3]:307—308: [bæɪʔ] «bait»;
- /aɪ/ → [ɑɪ] или [ɒɪ]: [bɑɪʔ] «bite»;
- /ɔɪ/ → [ɔ̝ɪ~oɪ][3]:308, 310: [ˈtʃʰoɪs] «choice»;
- /uː/ → [əʉ] или монофтонг [ʉː], возможно, с небольшим округлением губ, [ɨː] или [ʊː][3]:306—307[5]:78: [bʉːʔ] «boot»;
- /əʊ/ → этот дифтонг типично начинается в районе Лондонского [ʌ], [æ̈~ɐ]. Конечной точкой может быть [ʊ], но чаще встречается [ɤ̝̈]. Таким образом, наиболее частыми вариантами являются [æ̈ɤ̈, æ̈ɤ̝̈, ɐɤ̈] и [ɐɤ̝̈], варианты [æ̈ʊ] и [ɐʊ] также возможны. Наиболее просторечный вариант приближается к [aʊ]. Есть также вариант, который используется только женщинами, а именно [ɐø ~ œ̈ø]. В дополнение, существуют произношения [ʌ̈ː], как в «no, nah» и [œ̈], которое используется в малоизвестных вариантах кокни. Пример: [kʰɐɤ̈ʔ] «coat»;
- /ɪə/ и /eə/ → [iə], [ɛ̝ə][3]:305[6]:77;
- /ʊə/ → /ɔː/ ~ /ɔə/[3]:305;
- /aʊ/ → [æʊ][6]:77, [æə][3]:305, 309 или [æː]; например, «down» произносится как [dæːn] вместо [daʊn].
- /ɪə/, /eə/, /ʊə/, /ɔə/ и /aʊ/ могут произноситься как монофтонги [ɪː], [ɛː], [ʊː], [ɔː] и [æː] ~ [aː][3]:305, 309;
- /iə, eə, ɔə, æʊ/ могут реализовываться как трифтонги [ɪi̯ɐ̯, ɛi̯ə̯, ɔu̯ə̯, æi̯ə̯][3]:306, 310.

Пример: [ˈfɔːʔəɪ ˈfæʊzənʔ ˈfɹʌʃɪz ˈfləʉˌæ̈ɤ̈vɐ ˈfɔːnʔənˌəiːf] означает forty thousand thrushes flew over Thornton Heath.

## Рифмованный сленг
В кокни используется рифмованный сленг. Например, «feet» (ноги) — «plates of meat» (тарелки с мясом), вместо «head» (голова) — «loaf of bread» (ломоть хлеба); иногда в таких словосочетаниях отбрасывается само рифмующееся слово: «loaf» вместо «loaf of bread».
Другие примеры рифмования в кокни:
- «Bees and honey» (пчёлы и мёд) — «money» (деньги);
- «Bottle and stopper» (бутылка и пробка) — «copper» (полицейский);
- «Cut and carried» (вырезан и перенесён) — «married» (замужем или женат);
- «Day’s a-dawning» (дневной рассвет) — «morning» (утро);
- «Early hours» (ранние часы) — «flowers» (цветы);
- «Fisherman’s daughter» (дочь рыбака) — «water» (вода);
- «Light and dark» (светлый и тёмный) — «park» (парк);
- «Loop the loop» (делать мёртвую петлю) — «soup» (суп);
- «Lump of ice» (глыба льда) — «advice» (совет);
- «On the floor» (на полу) — «poor» (бедняк);
- «Satin and silk» (атла́с и шёлк) — «milk» (молоко);
- «True till death» (верный до смерти) — «breath» (дыхание);
- «Weep and wail» (плакать и рыдать) — «a tale» (рассказ);
- «Yet to be» (ещё предстоит) — «free» (свободный);
- «Raspberry tart» (малиновый пирог) — «fart» (метеоризм).

В свою очередь данные рифмы являются сокращениями из местных пословиц:
- «Satin and silk, blood with milk» — о девушке;
- «True till death, till the end of my breath» — детская клятва;
- «Earn my money for bread and honey» — зарабатывать на хлеб с маслом/икрой;
- «Trouble and strife — husband and wife» — милые бранятся только тешатся / муж и жена — одна сатана;
- «After many years boobs are like donkey ears» — с возрастом груди всё больше походят на ослиные уши.

## Кокни в культуре
В фильме «Моя прекрасная леди» 1964 года главная героиня Элиза Дулиттл (Одри Хепбёрн) говорит с акцентом кокни.
В фильме «Король вечеринок 2: Восхождение Таджа» Сэдди (Холли Дэвидсон) говорит на кокни. В фильме «Хулиганы Зелёной улицы» также упоминается кокни.
В игре Not A Hero одним из первых играбельных персонажей будет киллер кокни по имени Стив
Другие примечательные фильмы с присутствием говорящих на кокни:
- «Элфи» (1966);
- «Заводной апельсин» (1971).

В британском сериале «Выбирайте выражения» ярчайшим представителем является Сид, сторож школы.
Также в современных сериалах «Вызовите акушерку» и «Острые козырьки» (персонаж Альфи Соломонс) разговаривают на кокни.
В фильме Гая Ричи "Карты, деньги, два ствола" практически все герои говорят на кокни, некоторые - с сильным шотландским акцентом.